# Charles-François Lassée
Charles-François Lassée, né le 30 juillet 1757 à Valence (Charente) et décédé le 5 août 1816 à Tusson, est un homme politique français.

## Biographie
Fils de Jean Lassée, bourgeois de Valence, et de Catherine Benoist de Puybaronneau, il est homme de loi.
Il est nommé administrateur du département de la Charente au commencement de la Révolution. Sa nomination est confirmée après le coup d'État du 18 fructidor an V (1797).
Aux élections de germinal an VI (1798), il est élu député de ce même département au Conseil des Anciens. Il devient par ailleurs secrétaire à ladite l'assemblée.
Jacobin, il est membre du club du Manège et qualifié de « grand partisan de la constitution de 1793 et des mesures révolutionnaires ».
Réélu l'année suivante, le coup d'État du 18 brumaire an VIII (1799) met néanmoins un terme à ses fonctions législatives.
Sous le Consulat, il est juge au tribunal criminel d'Angoulême, puis réclame et obtient sa mutation à Ruffec sous le Premier Empire.
Il décède à Tusson, à l'âge de 59 ans.

## Sources
- « Charles-François Lassée », dans Adolphe Robert et Gaston Cougny, Dictionnaire des parlementaires français, Edgar Bourloton, 1889-1891 [détail de l’édition]